# Ясменник полевой
Ясме́нник полево́й (лат. Aspérula arvénsis) — однолетнее растение, вид рода Ясменник (Asperula) семейства Мареновые (Rubiaceae).

## Ботаническое описание

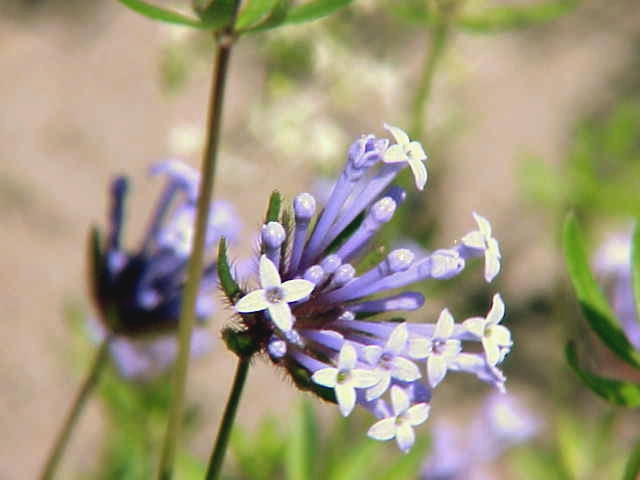
Соцветие

Стебель прямой или от основания ветвистый, четырёхгранный, голый, нередко беловатый, высотой 20—40 см.
Листья мутовчатые, по 6—8 в мутовке, ланцетовидные или ланцетно-линейные, к основанию суженные, сидячие, на конце тупые или островатые.
Цветки собраны в головчатые соцветия, окружённые многочисленными ланцетовидно-линейными, шероховатыми листьями длиной 7—10 мм, шириной 1—1,5 мм. Венчик голубой, изредка белый, голый, длиной около 6 мм.

## Экология и распространение
Ареал вида охватывает средние и южные районы Европы, Кавказа, Северную Африку, Малую Азию, Иран. На территории России встречается в европейской части.
Произрастает на полях, возле жилья, на открытых полянах, в парках.

## Классификация

### Таксономия
- Asperula arvensis L., 1753, Sp. Pl. : 103

Вид Ясменник полевой включается в род Ясменник (Asperula) семейства Мареновые (Rubiaceae) порядка Горечавкоцветные (Gentianales), последовательно входящего в более крупные клады Ламииды → Астериды → Суперастериды → Эвдикоты → Цветковые растения. Таксономическая схема в соответствии с Системой APG IV по состоянию на июнь 2024 года:
|  |                          |  |                                   |                                   |                     |  | еще 4 семейства | еще 4 семейства |                      |  |  |  | еще 91 подтвержденный вид и 17 видов, ожидающих подтверждения |
|  |                          |  |                                   |                                   |                     |  | еще 4 семейства | еще 4 семейства |                      |  |  |  | еще 91 подтвержденный вид и 17 видов, ожидающих подтверждения |
|  |                          |  |                                   | порядок Горечавкоцветные          |                     |  |                 |                 | род Ясменник         |  |  |  |                                                               |
|  |                          |  |                                   | порядок Горечавкоцветные          |                     |  |                 |                 | род Ясменник         |  |  |  |                                                               |
|  | клада Цветковые растения |  |                                   |                                   | семейство Мареновые |  |                 |                 | вид Ясменник полевой |  |  |  |                                                               |
|  | клада Цветковые растения |  |                                   |                                   | семейство Мареновые |  |                 |                 |                      |  |  |  |                                                               |
|  |                          |  | ещё 63 порядка цветковых растений | ещё 63 порядка цветковых растений |                     |  |                 | еще 611 родов   | еще 611 родов        |  |  |  |                                                               |
|  |                          |  |                                   | ещё 63 порядка цветковых растений |                     |  |                 |                 | еще 611 родов        |  |  |  |                                                               |

### Синонимы
- Asperula dubia Willd. ex Roem. & Schult.
- Asperula dubia Willd.
- Galium arvense (L.) F.Herm.
- Galium sherardiiflorum E.H.L.Krause